# Седлиская, Францишка
Седлиская Франциска (пол. Franciszka Siedliska, в монашестве — Мария от Господа Иисуса Доброго Пастыря; 12 ноября 1842, Варшава — 21 ноября 1902, Рим) — блаженная Римско-католической церкви, монахиня, основательница католической конгрегации сестёр святого Семейства из Назарета (назаретанки), терциарий францисканского ордена.

## Биография
Родилась в богатой семье. В юношестве посвятила себя Богу.
1 октября 1873 года основала новую конгрегацию сестёр святого Семейства из Назарета. В 1875 году папа Пий IX утвердил устав этой конгрегации. Созданная конгрегация быстро распространялась в Европе, США. Франциска Седлиская взяла на себя формирование этой конгрегации, активно проводя среди монахинь духовные реколлекции, ведя обширную переписку с членами основанной конгрегации. В 1895 году взяла себе монашеское имя Мария Господа Иисуса Доброго Пастыря.
Сегодня члены конгрегации назаретанок работают более чем в 10 странах, включая Италию, Польшу, Францию, Англию, Индию, Израиль, США, Филиппины, Россию, Австралию.
Была беатифицирована папой Иоанном Павлом II 23 апреля 1989 года, спустя 86 лет после её смерти.
В 2000 году Иоанн Павел II беатифицировал 11 монахинь конгрегации, основанной Франциской Седлиской, которые в августе 1943 года погибли от рук нацистов в Новогрудке, Белоруссия.